# منى عبد الوهاب
منى عبد الوهاب (-)، إعلامية مصرية

## حياتها
حاصلة على بكالوريوس علوم الإعلام من الأكاديمية الدولية لعلوم الإعلام قسم الإنتاج الإذاعي والتليفزيوني.
في عام2017 أعلنت خطوبتها من المخرج
عمرو سلامة
لكنهما انفصلا بعد ثمانية أشهر

## البرامج التي قدمتها
| البرنامج | العام                 | عرض على                    |
| -------- | --------------------- | -------------------------- |
| 2024     | ع المسرح              | سي بي سي ،الفضائية المصرية |
| 2023     | أنا والقناع           | سي بي سي                   |
| 2016     | أهل المحبة            | قناة النهار                |
| 2015     | مصارحة حرة            | قناة تن                    |
| 2013     | أبو زعبل              | قناة دريم                  |
| 2011     | الحكم بعد المزاولة1،2 | قناة الحياة/نتس            |
| 2011     | تياترو                | شبكة أوربت شوتايم          |
| 2011     | الغش ممنوع 1,2        | شبكة أوربت شوتايم          |

## في التمثيل
| سنة الإنتاج | العمل           | نوعه  |
| ----------- | --------------- | ----- |
| 2017        | شيخ جاكسون      | فيلم  |
| 2014        | دكتور أمراض نسا | مسلسل |